# Pulas stadsvapen
Pulas stadsvapen (kroatiska: Grb Grada Pule, italienska: Stemma della Città di Pola) är den kroatiska staden Pulas heraldiska vapen. Tillsammans med stadsflaggan som är en korsflagga av nordisk typ utgör den staden Pulas främsta symbol. Vapenskölden (och flaggan) används på ett sätt att den framställer stadens traditioner och värdighet.

## Beskrivning
Pulas stadsvapen består av en grön sköld med ett gyllene (gult) latinskt kors. Korsets armar når ut till sköldens kanter. Proportionerna är 5:6. 
Vid ceremoniella eller speciella tillfällen används en variant av vapenskölden utformad i renässans-stil. Den ceremoniella vapensköldens övre hörn och botten är i denna version avsmalnande. De övre hörnen är dekorerade med sidolockar och skölden är krönt med en stiliserad centralt placerad lilja. Liljan är via ett vitt ordensband sammanbunden med vapnets kors.      

### Färger
Stadsvapnets färger finns beskrivna i en speciell förordning antagen av Pula stadsfullmäktige. Beroende på grafiskt material avbildas stadsvapnets färger vanligtvis i följande två toner:
| Färg          | Visas som | Pantone | CMYK         | RGB       | HTML-kod |
| ------------- | --------- | ------- | ------------ | --------- | -------- |
| grön          |           | 356 C   | 87-33-100-17 | 41-115-59 | #29733B  |
| gul (gyllene) |           | 1235 C  | 0-33-100-0   | 250-181-0 | #FAB500  |

## Historik
Pulas stadsvapen är stadens historiska stadsvapen. Det återinfördes år 1990, i samband med Kroatiens självständighet och utträde ur den federala staten Jugoslavien, och ersatte då stadsvapnet som var i bruk under den kommunistiska regimen. Efter andra världskriget och italienskt fascistiskt styre integrerades Pula i Jugoslavien som då hade ombildats till en kommunistisk stat. Bruket av den historiska vapenskölden upphörde och ett nytt vapen infördes. Detta vapen bestod av en blå sköld med en stiliserad bild av Pulas amfiteater i vitt. Under amfiteatern fanns fyra vita och vågiga strimmor. I det högra (heraldiska vänstra) hörnet fanns en infälld röd stjärna – en symbol för det dåtida kommunistiska styrelseskicket. 

## Varianter av Pulas stadsvapen

Variant av Pulas stadsvapen.
Pulas ceremoniella stadsvapen. Används vid speciella tillfällen.
Staden Pulas logotyp.
Pulas stadsvapen under det kommunistiska jugoslaviska styret.

## Fotnoter
1. 1 2 3 4  Pula.hr Arkiverad 11 augusti 2017 hämtat från the Wayback Machine. – Staden Pulas officiella webbplats. Läst 19 juli 2017. (kroatiska)